# 博爾塞克

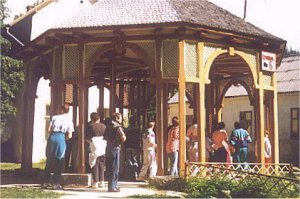

博爾塞克是羅馬尼亞的城鎮，位於該國北部，距離首府米耶爾庫雷亞丘克70公里，由哈爾吉塔縣負責管轄，海拔高度900米，面積96平方公里，2002年人口2,864，大部分居民是匈牙利人。